# Jericó

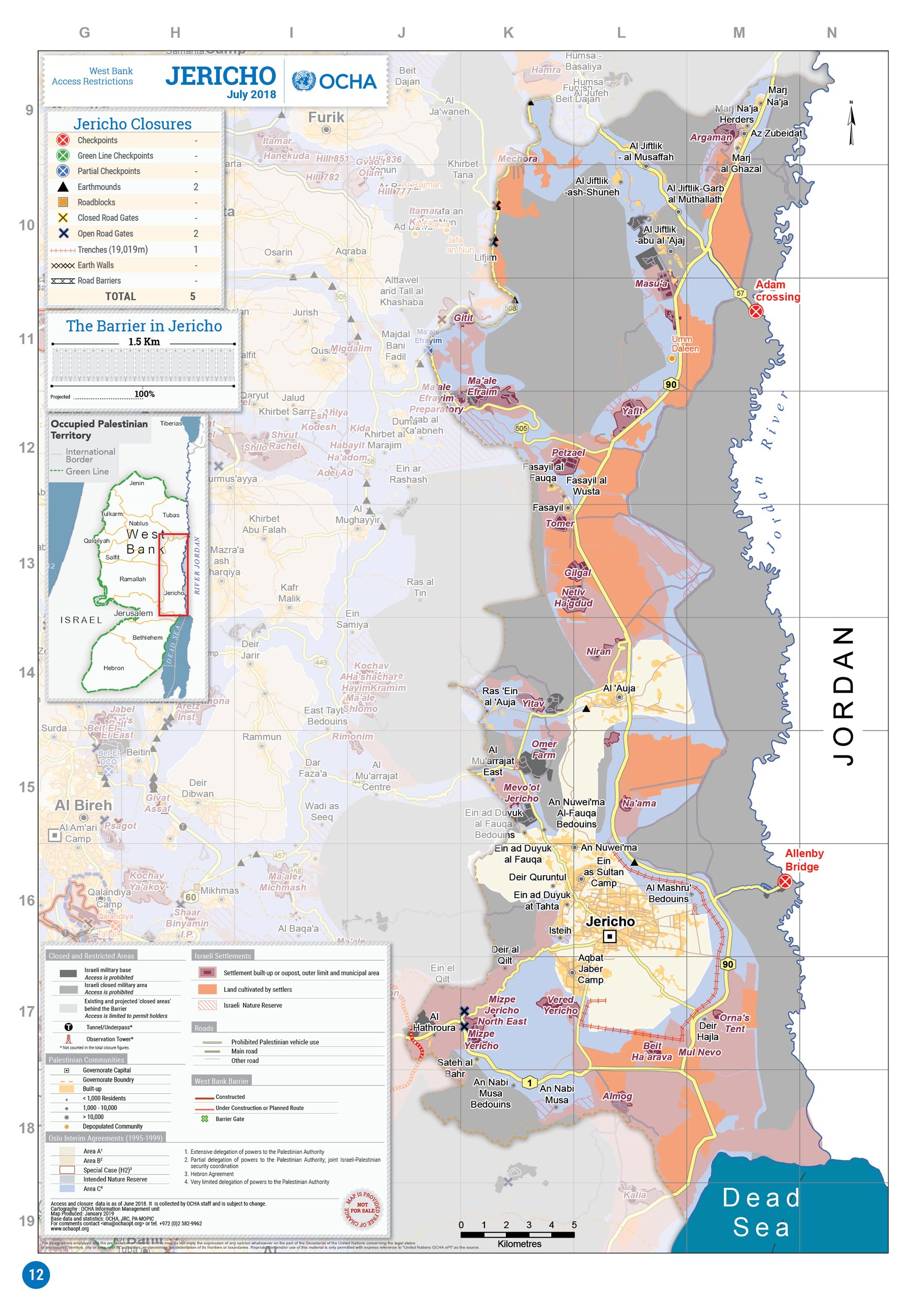
Jericó, próximo a la desembocadura del río Jordán en el Mar Muerto.

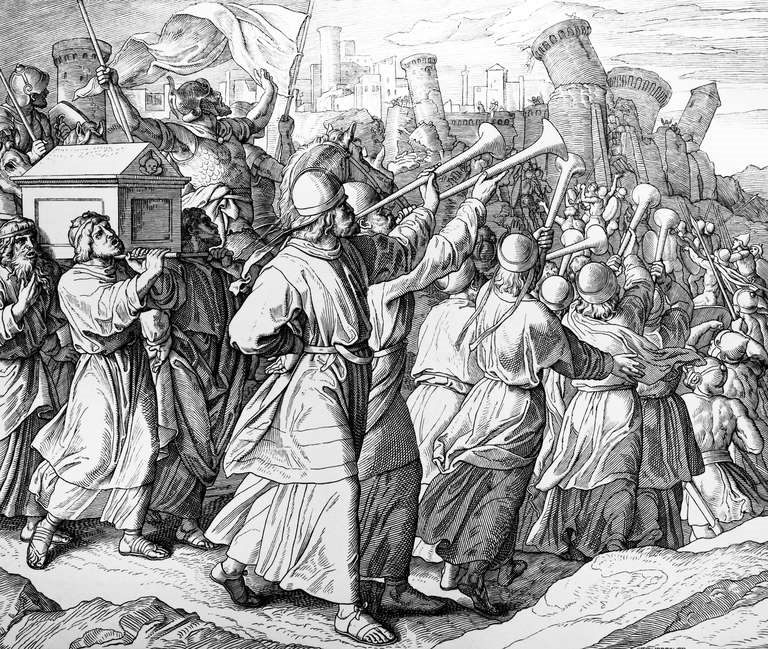
«Los israelitas ante la destrucción de las murallas de Jericó». La batalla de Jericó, por Julius Schnorr von Carolsfeld, h. 1851-60.

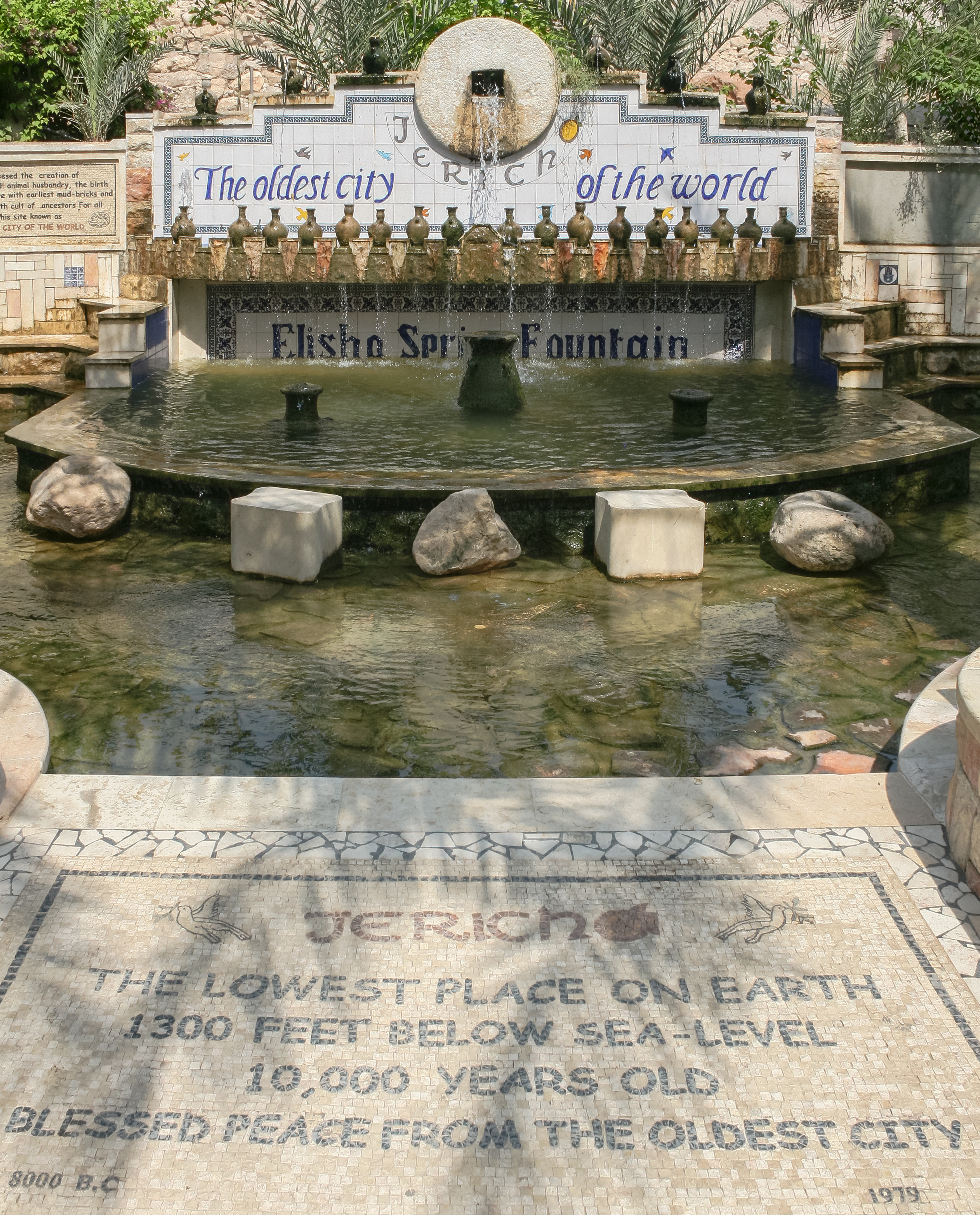
Fuente dando la bienvenida a Jericó.

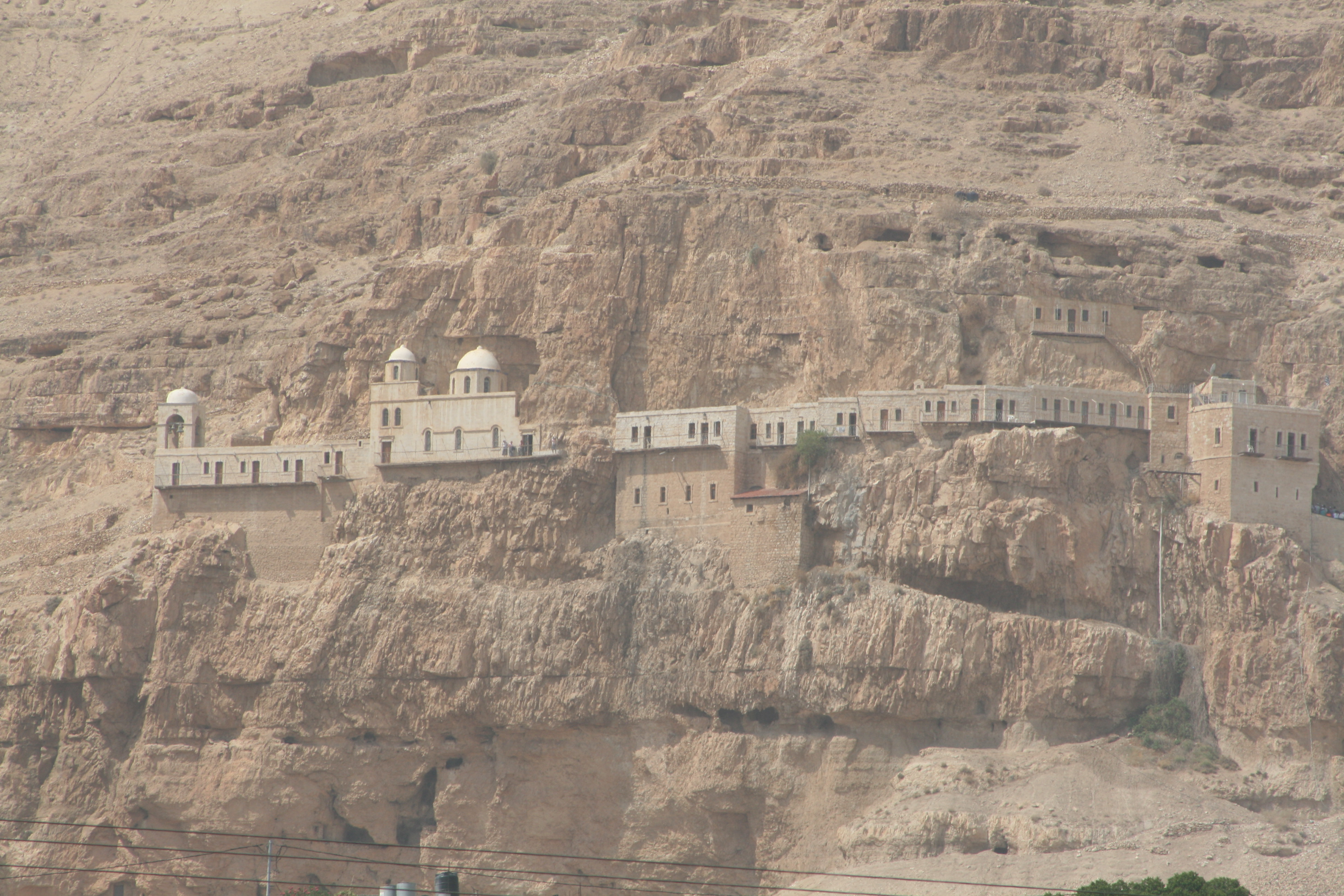
Monasterio de la Tentación en Jericó.

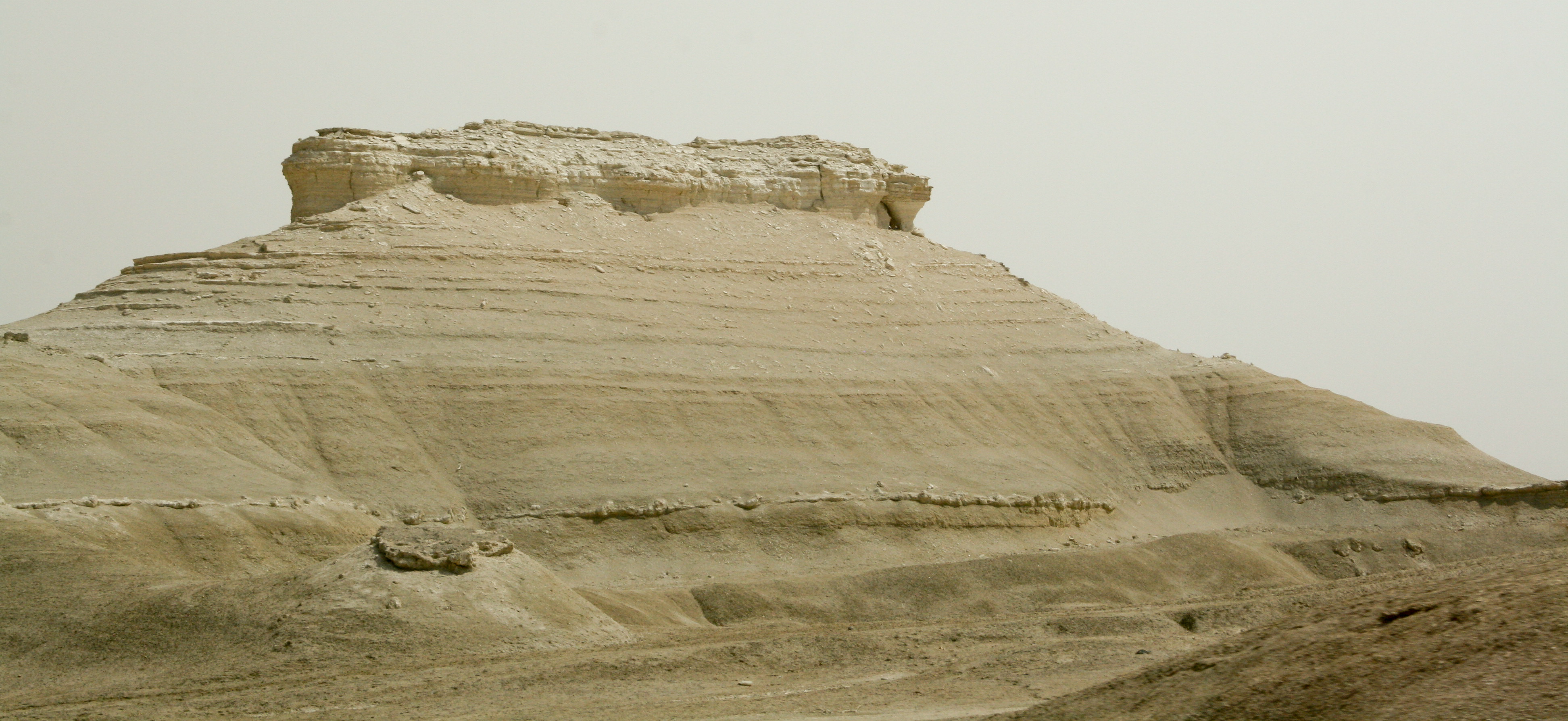
Paisaje típico en los alrededores de Jericó.

Jericó (en hebreo: יְרִיחוֹ, Yeri.jó (escuchar)ⓘ; en árabe: أَرِيحَا‎, romanizado: ʔarīḥā, (escuchar)ⓘ; en arameo: ܐܝܪܝܚܘ, ʾĪrīḥō) es una ciudad palestina, capital de la Gobernación de Jericó, en el Estado de Palestina. La ciudad yace en la región de Cisjordania, en el valle del Jordán, al este de Jerusalén y al oeste del río Jordán. Su área es de 59 km² y su población estimada en 2024 es de 23 522 habitantes.
Jericó es una de las ciudades habitadas más antiguas del mundo y la ciudad con la muralla protectora más antigua. Los arqueólogos han desenterrado los restos de más de 20 asentamientos sucesivos en Jericó, el primero de los cuales se remonta 11000 años atrás, casi al comienzo de la época del Holoceno de la historia de la Tierra. Se pensaba que Jericó también tenía la torre de piedra más antigua del mundo, pero las excavaciones en Tell Qaramel, en Siria, han descubierto torres de piedra más antiguas.
Los abundantes manantiales en la ciudad y sus alrededores han atraído a la población humana durante miles de años. Jericó es descripta en la Biblia como la "ciudad de las palmeras" y es escenario principal de los textos bíblicos.
Durante 400 años fue parte del Imperio otomano hasta 1917, luego estuvo bajo el Mandato Británico de Palestina, pasando a control jordano entre 1948 y 1967 y luego fue conquistada por Israel durante la guerra de los Seis Días, y ha permanecido desde entonces bajo ocupación militar israelí. Desde 1994, después de los Acuerdos de Oslo, pasó a estar bajo la administración de la Autoridad Nacional Palestina.

## Toponimia
El nombre español de la ciudad deriva del nombre bíblico hebreo Yeriẖo, que, junto a su forma árabe ʼArīḥā, se relaciona con el vocablo cananeo reaẖ (‘fragante’), o bien con la palabra, también cananea, y luego hebrea, para la luna, Yareaẖ. Se ha postulado que este último nombre evoca al dios lunar Yarij, de la cual la ciudad era un centro de culto.

## Historia

### Tiempos prehistóricos
Desde los tiempos prehistóricos se distinguen tres asentamientos distintos cercanos a la localización actual, que abarcan más de 11 000 años de historia, en una posición noroeste respecto al mar Muerto.

#### Tell es-Sultán

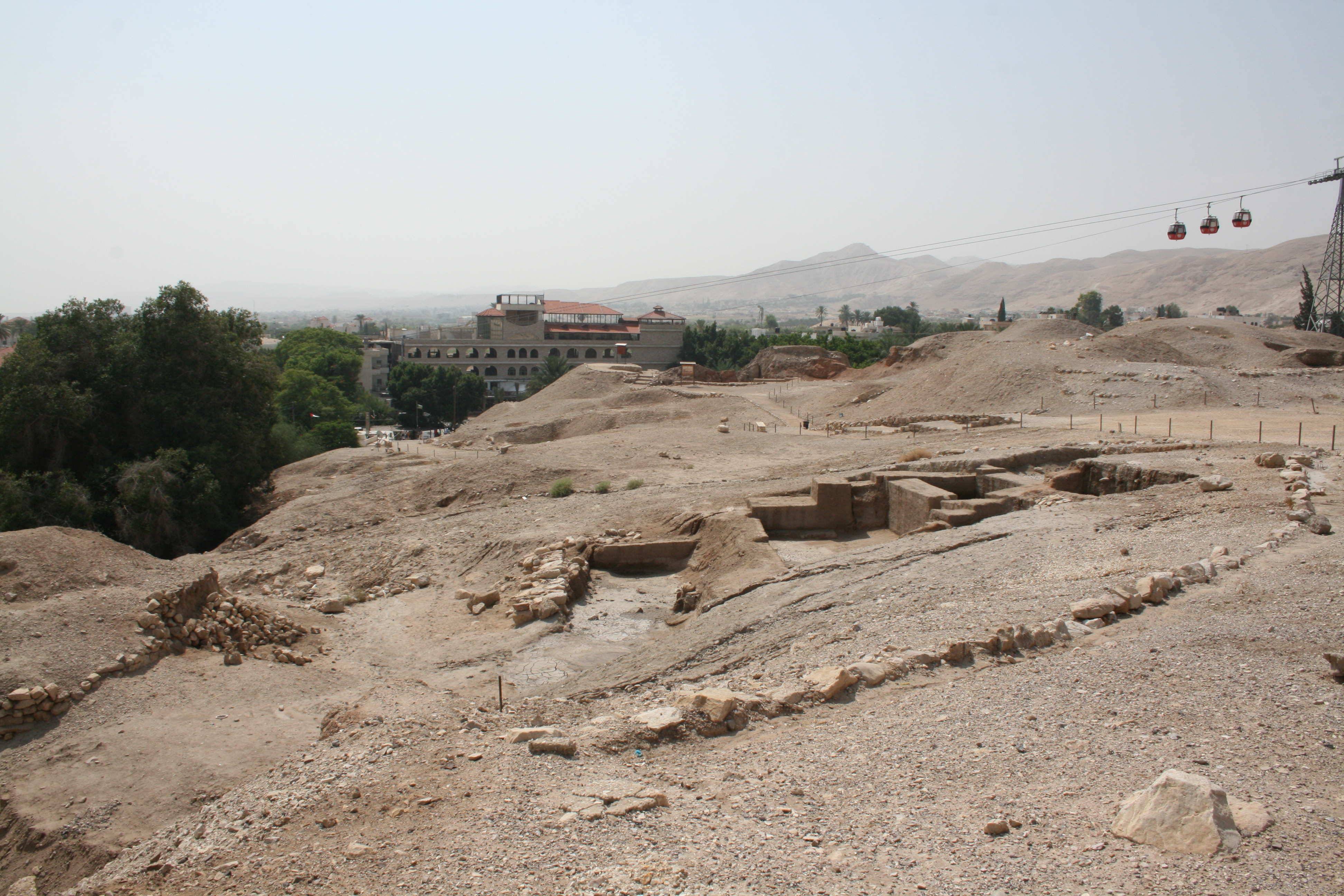
Sitio arqueológico de Tell es-Sultán.

El asentamiento más temprano estaba situado en el actual yacimiento de Tell es-Sultán, a un par de kilómetros de la ciudad actual. En idioma hebreo, la palabra tel (en árabe, tell) significa montículo, es decir, elevación formada por capas consecutivas que se acumularon por la habitación humana, al igual que los establecimientos antiguos en Medio Oriente y Anatolia. Jericó es un tipo de sitio clasificado como Neolítico Pre-Cerámico A (PPN A) y Neolítico Pre-Cerámico B (PPN B). La habitación humana se ha clasificado en varias fases:

##### Natufiense
Proto-Neolítico: se caracteriza por la instalación y construcción de estructuras de piedra de la cultura Natufiense, que comienza en fechas anteriores al 9000 a. C.

##### PPN A
Neolítico Pre-Cerámico A, 8350 a. C. a 7370 a. C., también llamado Sultaniense. En este periodo se ubica la construcción de un asentamiento de 40 000 metros cuadrados, rodeado por un muro de piedra, con una torre de piedra en el centro de ese muro. En su interior hay casas redondas de ladrillo de barro o adobe. Ya hay uso de cereales domesticados: farro, cebada y legumbres, además de evidencia de caza de animales salvajes.

##### PPN B
Neolítico Pre-Cerámico B, 7220 a. C. a 5850 a. C. Hay una gama muy amplia de plantas domesticadas. También hay evidencia de posible domesticación de ovejas. Hay antecedentes de un culto religioso, que implicaba la preservación de cráneos humanos, con las características de reconstrucción facial con yeso y los ojos cubiertos con cáscaras de frutos en algunos casos (ver: cráneos humanos enyesados). Después del establecimiento de fase de PPN A se evidencia un quiebre o un corte de varios siglos, hasta que se inicia el asentamiento de PPN B, fundado sobre la superficie erosionada del tell.
En esta nueva etapa la arquitectura consistió en edificios rectilíneos hechos de ladrillos en fundaciones de piedra. Los ladrillos fueron hechos con las impresiones profundas del pulgar para facilitar su manipulación. No se ha excavado ningún edificio en su totalidad. Normalmente, varios cuartos formaban un racimo alrededor de un patio central. Los cuartos tienen colores rojos o rosáceos y los pisos están hechos de cal, formando lo que se conoce como terrazzo. Algunas impresiones de las esteras hechas de cañas o de juncos se han preservado. Los patios tienen pisos de arcilla.
Kathleen Kenyon, una de las más destacadas investigadoras del asentamiento de Jericó, interpreta que una de las construcciones fue algo así como un templete, ya que en una de las paredes tiene un altar. Un pilar de piedra volcánica fue encontrado muy cerca de ese lugar. Sus habitantes enterraban a sus muertos debajo de los pisos o en un terraplén de escombros de edificios abandonados. Hay varios entierros colectivos, aunque no todos los esqueletos se articulan totalmente, lo que puede señalar un período de exposición antes del entierro propiamente tal. Una sepultura de A contuvo siete cráneos. Las mandíbulas (o quijadas) fueron separadas, la cara cubierta con yeso, caracoles marinos fueron utilizados para los ojos. En los otros sitios, se encontraron diez cráneos. Los cráneos modelados fueron encontrados dentro de Tell Ramad y Beisamoun.

###### Otros hallazgos
- Pedernales: Se han descubierto puntas de flecha (tipo espiga o de muescas laterales) y dentadas, hoces laminadas, buriles, raspadores y algunas hachas de obsidiana negra y obsidiana verde de fuente desconocida.
- Piedras: cuencos y algunas hachas, platos y tazones de piedra caliza suave. También anzuelos hechos de piedra.
- Herramientas de hueso: espátulas y taladros.
- Figuras antropomorfas de yeso, casi de tamaño natural.
- Figuras antropomorfas de arcilla.
- Conchas y trozos de malaquita.

##### Neolítico Cerámico A y B
A partir del IV milenio a. C., Jericó fue nuevamente ocupada y, en general, los restos del sitio muestran conexión con los grupos sirios y con los del oeste del Éufrates. Hay edificios de adobe y pisos rectilíneos de yeso.

### Edad de Bronce
Muchas de las ciudades cananeas fueron destruidas durante el siglo XVI a. C., a finales del Bronce Medio de la Edad de Bronce y tales rastros han sido encontrados en Jericó en tres distintas excavaciones. Hay también muestras arqueológicas de una pared alrededor de la ciudad con un revestimiento externo de piedra pero construido sobre adobe, que fue destruida en ese período. La secuencia y las fechas exactas de estos restos son difíciles de establecer y son altamente discutidas. Kathleen Kenyon observó 15 diversos episodios destructivos en los restos de la edad de bronce.

#### Tulul Abu El-'Alayiq
Los períodos posteriores que atravesó el área, tales como el helenístico, el romano y el islámico han dejado los montículos situados en El-'Alayiq de Tulul Abu, a 2 kilómetros al oeste del moderno Er-Riha.

### Edad de Hierro
Convencionalmente, se ha considerado que Tell es-Sultan permaneció deshabitado desde el final del siglo XVI a. C. hasta el X o siglo IX a. C., momento en el que la ciudad fue reconstruida.De esta nueva ciudad no quedan otros restos aparte de una casa de cuatro habitaciones en la ladera oriental. No obstante, recientes excavaciones sugieren la existencia de un asentamiento desde el siglo XV a. C. hasta el siglo XIII a. C. Hacia el siglo VII a. C. Jericó se había convertido en una gran ciudad, pero fue destruida durante la conquista babilónica del Reino de Judá a finales del siglo VI a. C.

### Periodos Persa y Helenístico Temprano

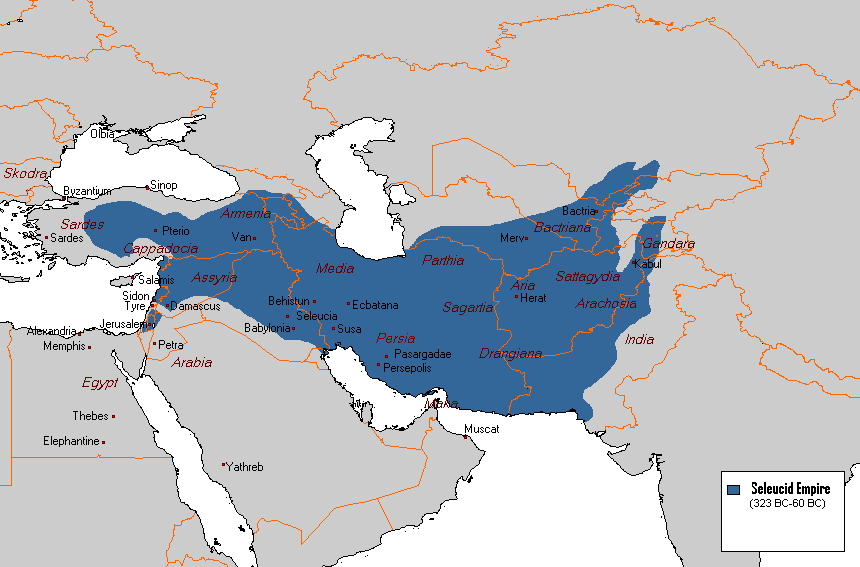
Imperio Seléucida (323-)

Tras la destrucción de la ciudad por los babilonios a finales del siglo VI a. C., lo que quiera que se reconstruyese en el periodo persa ha dejado muy pocos restos. El asentamiento se abandonó poco después de este periodo. Hay pocas evidencias de ocupación de la región durante el periodo persa y helenístico.
Jericó pasó de ser un centro administrativo de la Yehud Medinata (la "Provincia de Judá") bajo control persa a servir de hacienda privada de Alejandro Magno entre 336 y 323 a. C., tras su conquista de la zona. A mediados del siglo II a. C. Jericó estaba bajo el dominio helenístico del Imperio Seléucida, momento en el que el general sirio Báquides construyó una serie de fuertes para reforzar las defensas de los alrededores de Jericó contra la revuelta de los macabeos. Uno de estos fuertes, construido a la entrada del Wadi Kelt, fue posteriormente refortificado por Herodes I el Grande, que lo bautizó como Kypros en honor a su madre.

### Periodos Helenístico Tardío y Romano Temprano
Tras el abandono de Tell es-Sultán, la nueva Jericó del periodo helenístico tardío (o asmoneo) y romano temprano (o herodiano) se creó como una ciudad jardín vecina a la hacienda real de Tulul Abu el-'Alayiq y se expandió enormemente gracias a la explotación intensiva de los manantiales de la zona. La nueva ubicación consistía en una serie de pequeños montículos en ambas riveras del Wadi Qelt. Los asmoneos fueron una dinastía descendiente de un grupo sacerdotal (kohanim) de la tribu de Leví, que gobernó Judea tras el éxito de la revuelta de los macabeos y hasta que la influencia romana en la zona hizo que Herodes reclamase el trono asmoneo.
En la parte más baja de los acantilados entre Nuseib al-Aweishireh y Jabal Quruntul, en Jericó, se han encontrado tumbas excavadas en la roca de un cementerio de época herodiana y asmonea que fue usado entre los años 100 a. C. y 68 d. C.

#### Periodo Herodiano

Reino de Herodes el Grande, 40-4 a. C.

Herodes tuvo que volver a arrendar la hacienda real de Jericó a Cleopatra después de que Marco Antonio se la hubiese dado a ella como regalo. Después de sus suicidios, que tuvieron lugar el año 30 a. C., Octavio Augusto tomó el control del Imperio Romano y otorgó a Herodes el control absoluto de Jericó como parte de los nuevos dominios herodianos. Durante el gobierno de Herodes tuvo lugar la construcción de un hipódromo-teatro (Tell es-Samrat) para entretener a sus invitados, así como de nuevos acueductos para irrigar la zona que queda bajo los acantilados y alcanzar así sus palacios de invierno en Tulul Abu el-Alaiq (escrito alternativamente como 'Alayiq).
La dramática muerte de Aristóbulo III en una piscina de los palacios de invierno, cerca de Jericó, tuvo lugar durante un banquete organizado por la suegra asmonea de Herodes y fue narrada por el historiador judeo-romano Flavio Josefo. Tras la construcción de los palacios, la ciudad comenzó a funcionar no solo como centro agricultural y cruce de caminos, sino también como centro de entretenimiento invernal para la aristocracia de Jerusalén.
A la muerte de Herodes I en el año 3 a. C., el emperador Augusto dividió la región de Palestina entre sus sucesores, quedando la región de Judea en manos de su hijo Herodes Arquelao, quien construyó una aldea en su nombre al norte de la ciudad (Archelaïs, la actual Khirbet al-Beiyudat) para alojar a los campesinos que trabajaban en su plantación de dátiles.

La Geografía de Estrabón describe la Jericó del siglo I de la siguiente manera
"Jericó es una planicie rodeada de una especie de país montañoso que de alguna manera se inclina sobre ella como un teatro. Aquí está el Phoenicón, que entremezcla gran variedad de cultivos y árboles frutales, aunque en su mayoría está formado por palmeras. Tiene unos 100 estadios de largo y está regado por todos lados por sus corrientes. Aquí también se encuentran el Palacio y el Parque Balsámico".

#### Provincia Romana
Tras la primera guerra judeo-romana del año 70 d. C. y la caída de Jerusalén ante los ejércitos romanos de Vespasiano, la importancia de Jericó declinó rápidamente y hacia el año 100 d. C. no era más que una pequeña guarnición romana. Poco después, en 130 d. C., se construyó un fuerte allí que resultaría clave para sofocar la rebelión de Bar Kojba en 133 d. C.

### Periodo Bizantino

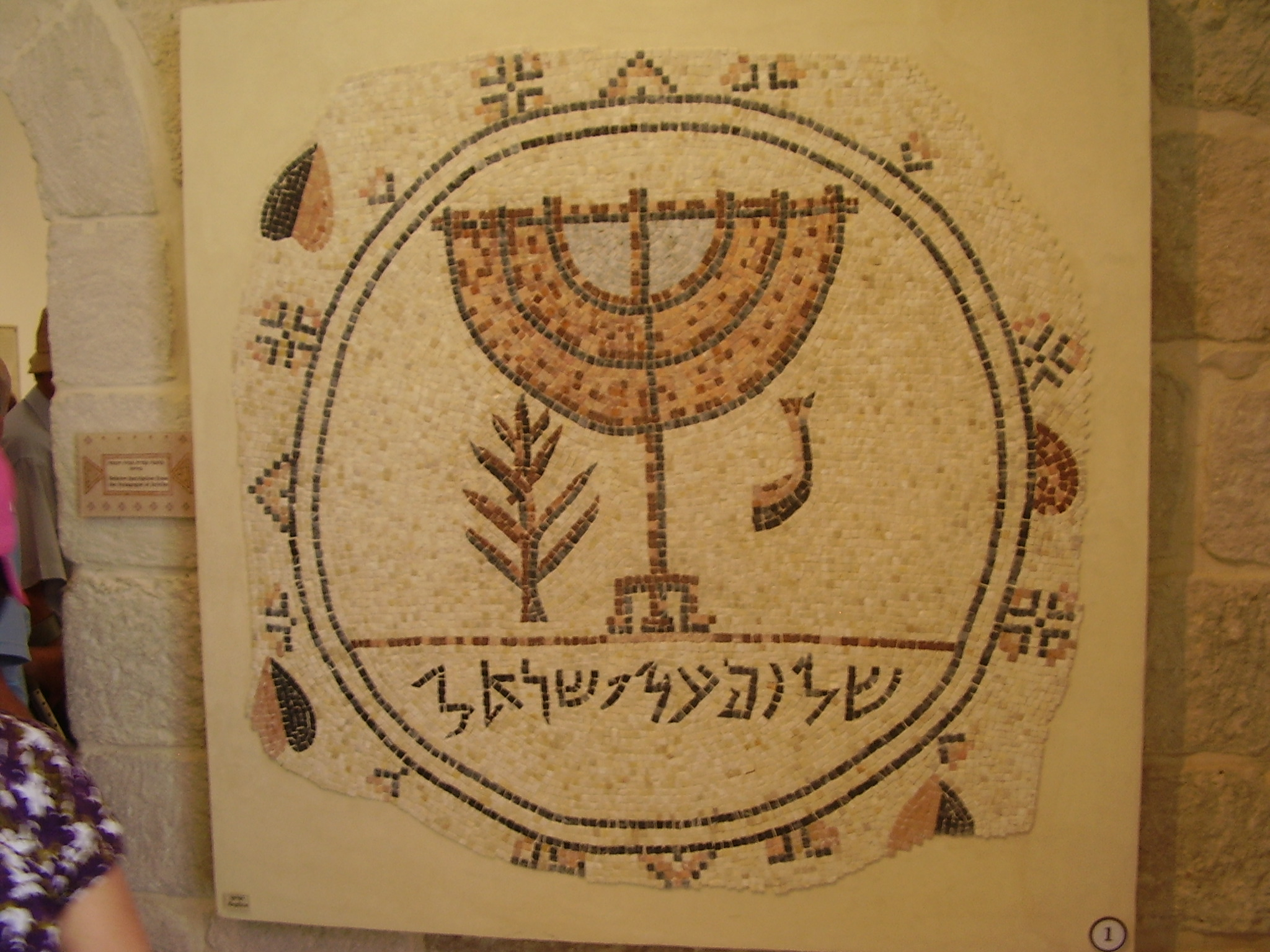
Copia del mosaico Shalom Al Yisrael encontrado en una sinagoga en Jericó

En el año 333, un peregrino cristiano dejó constancia de sus impresiones sobre Jericó. Poco después, se abandonaron las edificaciones de la ciudad y se construyó una nueva Jericó bizantina (Ericha) a un kilómetro y medio de distancia hacia el este, en el lugar en el que la ciudad moderna sigue a día de hoy. Durante el periodo bizantino, el cristianismo se asentó en la ciudad y la zona comenzó a poblarse densamente. En aquella época se construyeron una serie de monasterios e iglesias, incluidos el monasterio de San Jorge de Coziba en el año 340 d. C. y una iglesia abovedada dedicada a San Eliseo, aunque los monasterios fueron abandonados tras la invasión persa del año 614 d. C. También se construyeron al menos dos sinagogas en el siglo VI d. C. Una de ellas fue descubierta en 1936 y se la bautizó como Shalom Al Yisrael, o "Paz en Israel", en honor al lema central escrito en hebreo que aparece en el mosaico de su suelo. La sinagoga Na'aran, otra construcción de época bizantina, fue descubierta en 1918 a las afueras de Jericó; aunque es menos conocida que la sinagoga Shalom Al Yisrael, tiene un mosaico más grande y se encuentra en similares condiciones.

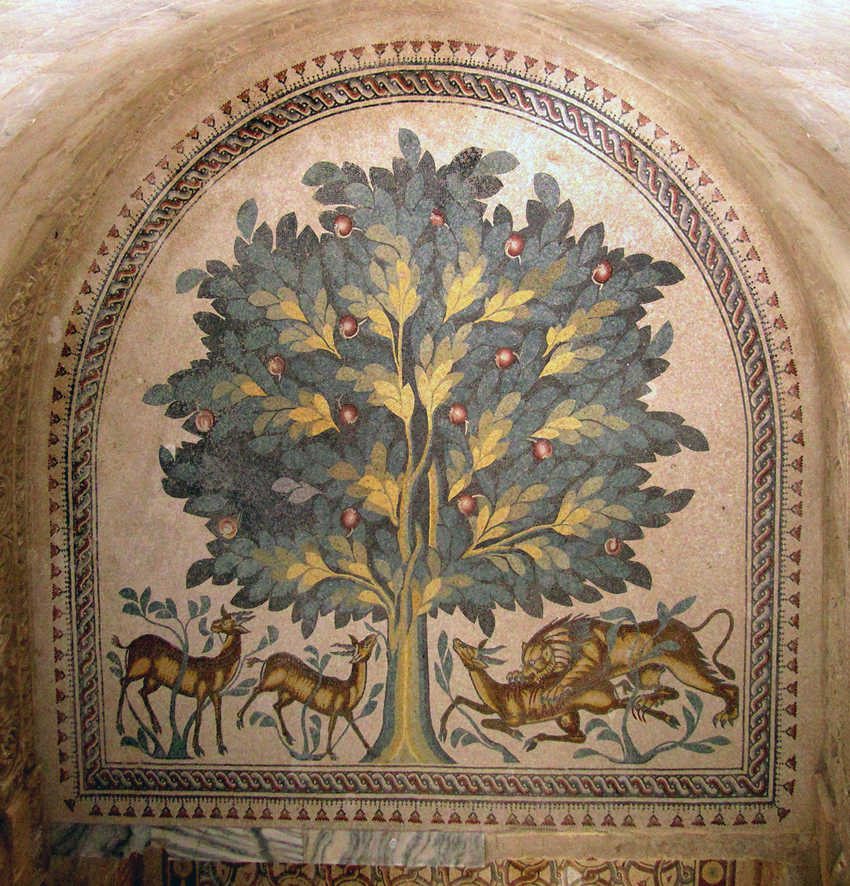
Mosaico árabe omeya del Palacio de Hisham en Jericó

### Periodo Musulmán Temprano
Tras la conquista musulmana, Jericó, denominado Ariha en árabe, pasó a formar parte del Yund Filastin (distrito militar de Palestina), a su vez parte de la provincia de Bilad al-Sham. El historiador árabe Musa b. 'Uqba (muerto en 758) dejó escrito que el califa Umar ibn al-Jattab exilió a los judíos y a los cristianos de Khaybar a Jericó y Taima.
Para el año 659, ese distrito había quedado bajo control de Muawiya ibn Abi Sufyan, fundador de la dinastía omeya. Ese mismo año, un terremoto destruyó Jericó. Una década después, un peregrino llamado Arculfo visitó Jericó y la encontró completamente en ruinas, y a sus "paupérrimos (habitantes) cananitas" dispersados en poblaciones improvisadas alrededor de la costa del Mar Muerto.
En Khirbet al-Mafjar, a un kilómetro y medio al norte de Tell es-Sultán, se encuentra un complejo palaciego atribuido durante largo tiempo al décimo califa omeya, Hisham ibn Abd al-Malik (r. 724–743), y conocido por ello como el Palacio de Hisham. Es más probable que este "castillo del desierto" o qasr fuese construido por el califa Walid ibn Yazid (r. 743–744), que fue asesinado antes de poder terminar su construcción. Todavía se pueden visitar in situ los restos de dos mezquitas, un patio, mosaicos y otros objetos. La estructura inacabada del palacio fue destruida casi por completo por un terremoto acaecido el año 747.

Reino cruzado de Jerusalén.

El periodo omeya terminó en 750 y tras él vinieron los califatos de las dinastías abasí y fatimí. Durante la época musulmana se desarrolló la irrigación con fines agrícolas, reafirmando la reputación de Jericó como una fértil "Ciudad de las Palmeras". El geógrafo árabe Al-Muqaddasi escribió en 985 que "el agua de Jericó está considerada la mejor de todos los territorios islámicos. Está llena de plátanos, dátiles y flores de un fragrante aroma". También dijo de Jericó que era una de las principales ciudades del Yund Filastin. La ciudad siguió floreciendo hasta la invasión de los turcos selyúcidas en 1071, seguida del caos originado por las Cruzadas.

### Época de las Cruzadas
En 1179, los cruzados reconstruyeron el monasterio de San Jorge de Koziba en su ubicación original, a unos 9,7 kilómetros del centro de la ciudad, y construyeron dos nuevas iglesias y un monasterio en honor a Juan el Bautista. También introdujeron el cultivo de la caña de azúcar en la ciudad; de hecho, en Tawahin es-Sukkar (literalmente "molinos de azúcar") se encuentran los restos de una instalación de producción de azúcar cruzada. En 1187, y como resultado de la Batalla de los Cuernos de Hattin, las fuerzas ayubíes de Saladino expulsaron a los cruzados de la zona, tras lo que la ciudad inició un lento declive.

### Periodos Ayubí y Mameluco

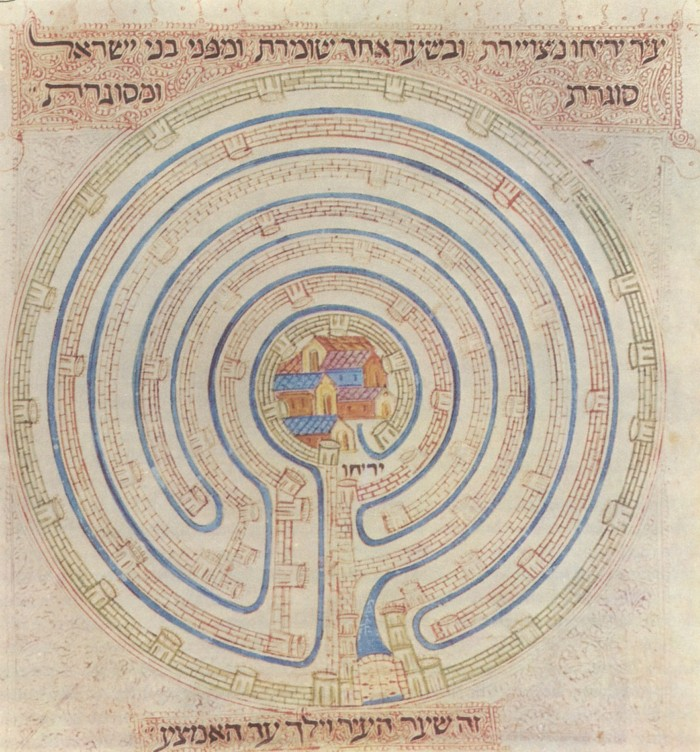
Un Incunable escrito por Elisha ben Abraham en hebreo: las laberínticas murallas de Jericó, impreso en la Biblia Farhi.

En 1226, el geógrafo árabe Yaqut al-Hamawi dijo de Jericó que "tiene muchas palmeras, y también abundante caña de azúcar y plátanos. El mejor azúcar de toda la tierra de Ghaur se hace aquí". En el siglo XIV, Abu ul-Fida escribe que hay minas de sulfuro en Jericó, "las únicas en Palestina".

### Periodo otomano
En los años finales del dominio otomano, Jericó formaba parte de waqf y del imerat de Jerusalén. Sus habitantes tenían el procesamiento del índigo como una de sus principales fuentes de ingresos, usando calderos específicamente diseñados para ello que les prestaban las autoridades otomanas en Jerusalén. Durante la mayor parte del periodo otomano, Jericó fue una pequeña aldea de granjeros susceptible a los ataques ocasionales de los beduinos. El viajero francés Laurent d'Arvieux dijo en 1659 que el pueblo estaba "asolado, y consiste solamente en unas 50 casas pobres en muy mala condición... la planicie que la rodea es extremadamente fértil, regada por varios riachuelos que fluyen hacia el Jordán. A pesar de estas ventajas, solo se cultivan los jardines adyacentes al pueblo". En el siglo XIX, una serie de académicos, arqueólogos y misioneros europeos la visitaron. La primera excavación en Tell es-Sultán se llevó a cabo en 1867, y los monasterios de San Jorge de Koziba y de Juan el Bautista fueron completados y refundados en 1901 y 1904, respectivamente.

### Mandato Británico de Palestina
Tras la derrota del Imperio Otomano en la Primera Guerra Mundial, la ciudad de Jericó pasó a formar parte del Mandato Británico de Palestina. El censo de Palestina de 1922, llevado a cabo por las autoridades británicas, daba una población de tan solo 1029 habitantes en la ciudad, de los cuales 931 eran musulmanes, 92 cristianos y 6 judíos. En 1927, un terremoto golpeó Jericó y otras ciudades de la zona, dejando un balance de unas 300 víctimas mortales. Poco después, en el censo de 1931, la población de la ciudad había crecido hasta los 1.693 habitantes, de los que 1512 eran musulmanes, 170 cristianos, 7 drusos y 4 judíos. Los británicos construyeron fortificaciones en Jericó durante la Segunda Guerra Mundial con la ayuda de la empresa judía Solel Boneh. También se colocaron explosivos en los puentes para poder dinamitarlos en caso de una hipotética invasión alemana.

### Ocupación jordana

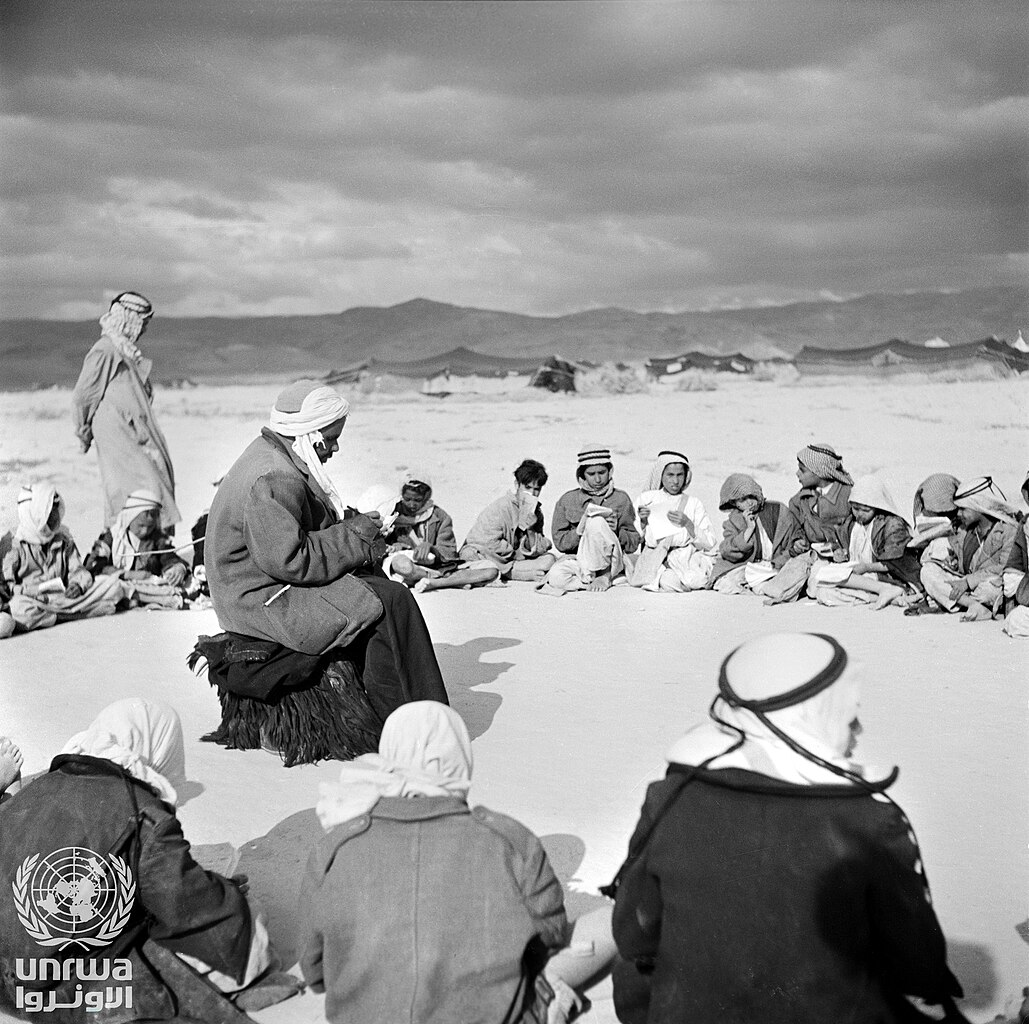
Clases al aire libre durante la Nakba (1948)

Jericó quedó bajo ocupación jordana después de la guerra árabe-israelí de 1948. La Conferencia de Jericó, organizada por el rey Abdula y a la que asistieron más de 2000 delegados palestinos en 1948, proclamó a "Su Majestad Abdula como Rey de toda Palestina" y pidió "la unificación de Palestina y Transjordania como un paso hacia la plena unidad árabe". Jordania se anexó formalmente Cisjordania, incluida Jericó, el 24 de abril de 1950, dando automáticamente a todos los residentes la ciudadanía jordana. A diferencia de cualquier otro país árabe al que huyeron después de la guerra de Independencia de Israel, los refugiados palestinos en Cisjordania (y en Transjordania) recibieron la ciudadanía jordana sobre la misma base que los residentes existentes. La anexión de Jordania fue ampliamente considerada como ilegal y nula por la Liga Árabe y otros. Elihu Lauterpacht, un experto jurídico internacional, lo describió como un movimiento que «por completo carecía de justificación legal». La anexión formaba parte de la política expansionista jordana del «Plan de la Gran Siria», y en respuesta, Arabia Saudita, Líbano y Siria se unieron a Egipto para exigir la expulsión de Jordania de la Liga Árabe. Una moción para expulsar a Jordania desde la Liga fue impedida por los votos en contra de Yemen e Irak. El 12 de junio de 1950, la Liga Árabe declaró que la anexión era una medida temporal, práctica y que Jordania estaba sosteniendo el territorio como un «administrador» en espera de una solución en el futuro. El 27 de julio de 1953, el rey Hussein de Jordania anunció que Jerusalén Este era «la capital alternativa del Reino Hachemita» y formaría una «parte integral e inseparable» de Jordania. En un discurso ante el parlamento en Jerusalén en 1960, Hussein llamó a la ciudad la «segunda capital del Reino Hachemita de Jordania». A pesar de la oposición de la Liga Árabe, los habitantes de Cisjordania se convirtieron en ciudadanos de Jordania.
Las tensiones continuaron entre Jordania e Israel hasta principios de la década de 1950, con terroristas palestinos cruzando la Línea Verde. Abdula I de Jordania, que se había convertido en emir de Transjordania en 1921 y rey en 1923, fue asesinado en julio de 1951 durante una visita a la Mezquita de Al-Aqsa en el Monte del Templo en Jerusalén Este por un terrorista palestino tras los rumores de que estaba discutiendo un tratado de paz con Israel. El juicio encontró que este asesinato había sido planeado por el coronel Abdullah el-Tell, exgobernador militar de Jerusalén, y Musa Abdullah Husseini. Fue sucedido por su hijo Talal y luego por su nieto Hussein. Esta situación se mantuvo hasta la derrota jordana en la guerra de los Seis Días de 1967 ante Israel.

### Ocupación israelí
El 5 de junio de 1967, Israel lanzó una poderosa campaña militar que derrotó por completo a Egipto, Siria y Jordania en el plazo de seis días; como resultado de esta victoria, Israel ocupó militarmente territorios hasta entonces gestionados por sus países vecinos: la península del Sinaí y la Franja de Gaza de Egipto, los Altos del Golán de Siria y Cisjordania y Jerusalén Este de Jordania. Con la excepción de la península del Sinaí, que fue devuelta a Egipto en 1978 en el contexto de los Acuerdos de Paz de Campo David, el resto de territorios se encuentran a día de hoy bajo un régimen de ocupación militar israelí. Numerosas resoluciones de la ONU han recordado a Israel la "inadmisibilidad de la adquisición de territorio por la fuerza" y le han instado a volver a las líneas de armisticio anteriores a junio de 1967, conocidas colectivamente como Línea Verde.
En la década de los noventa, Jericó fue la primera ciudad palestina cuyo control se traspasó a la Autoridad Nacional Palestina a consecuencia de los Acuerdos de Oslo. El limitado autogobierno palestino de Jericó se había decidido en el Acuerdo Gaza-Jericó de 1994. Aunque actualmente Jericó se encuentra gestionada por la Autoridad Nacional Palestina, se trata de un enclave completamente rodeado por territorios palestinos denominados Zona C, es decir, bajo control absoluto del ejército israelí.
El 16 de marzo de 2005 Israel entregó la ciudad de Jericó a la Autoridad Nacional Palestina para que fuese esta última quien la gestionase. Pese a ello, Israel mantiene el control de los accesos a la ciudad y de su espacio aéreo, por lo que se considera que la ocupación militar continúa. El 14 de marzo de 2006, tropas israelíes asaltaron la prisión de Jericó para secuestrar a un preso palestino que se encontraba en ella por el asesinato de un ministro israelí. Unos meses después, el 4 de agosto, unos 50 palestinos disfrazados de policías de la Autoridad Nacional Palestina asaltaron la misma prisión y mataron a 6 presos.
El 10 de marzo de 2014, Raed 'Alaa a-Din Nafe'a Z'eiter, de 38 años, moría por los disparos de soldados israelíes en el paso Allenby, que une Cisjordania con Jordania, y que está controlado por Israel. Raed, con doble nacionalidad palestina y jordana, discutió y empujó a un soldado israelí en el paso fronterizo, tras lo cual recibió diversos impactos de bala que le causaron la muerte.

## Arqueología
Las primeras excavaciones del sitio fueron realizadas por Charles Warren en 1868. Luego, Ernst Sellin y Carl Watzinger excavaron Tell es-Sultán y El-'Alayiq de Tulul Abu entre 1907-1909 y en 1911. John Garstang trabajó allí excavando entre 1930 y 1936.
Kathleen Kenyon llevó a cabo extensas investigaciones con técnicas más modernas entre 1952 y 1958. Lorenzo Nigro y Nicolo Marchetti condujeron una excavación limitada en 1997, financiados por el Departamento Palestino de Arqueología. La capa de destrucción analizada por Kenyon indica que Jericó cayó en el siglo XVI a. C., a finales de la Edad del Bronce Medio. La datación por radiocarbono realizada por Bruins y Van Der Plicht en 1995 de la capa de la cuarta destrucción indica que esta sucedió alrededor de 1617-1530 a. C., lo que confirmó la exactitud de la datación estratigráfica c. 1550 de Kenyon.

## Alusiones bíblicas
La primera mención en las Escrituras se da en relación con el campamento de los israelitas en Sitim (Números 22:1; 26:3).
La ciudad es conocida como el lugar por donde los israelitas entraron a la Tierra Prometida, dirigidos por Josué, el sucesor de Moisés.
El Tanaj describe una destrucción de Jericó como resultado de la invasión llevada a cabo por Josué. La ciudad fue tomada de manera milagrosa, al ser derribados sus muros por el sonido de las trompetas de los hebreos. Algunos investigadores bíblicos que utilizan las genealogías de las Escrituras fijan la fecha del Éxodo en el decimosexto o el decimoquinto siglo a. C.
El Nuevo Testamento relata el paso de Jesús por la ciudad, el milagro del mendigo ciego (Lucas 18, 31-43) y la conversión de un jericoano de nombre Zaqueo. El camino desde esta ciudad a Jerusalén es el escenario de la parábola del Buen Samaritano.

## Geografía
Jericó se encuentra a 258 metros por debajo del nivel del mar, en un oasis en Wadi Qelt en el Valle del Jordán. El cercano manantial de Ein es-Sultan produce 3,8 m³ de agua por minuto, irrigando unos 10 kilómetros cuadrados a través de multitud de canales y desembocando en el río Jordán, a 10 kilómetros de distancia. Las precipitaciones anuales son de 160 mm, la mayor parte concentrada entre los meses de noviembre y febrero. La temperatura media es de 15 °C en enero y 31 °C en agosto. Los numerosos días de sol, el rico terreno aluvial y la abundante agua de su manantial han hecho que Jericó sea, a lo largo de la historia, un atractivo lugar para asentarse.

### Clima
| Parámetros climáticos promedio de Jericó | Parámetros climáticos promedio de Jericó | Parámetros climáticos promedio de Jericó | Parámetros climáticos promedio de Jericó | Parámetros climáticos promedio de Jericó | Parámetros climáticos promedio de Jericó | Parámetros climáticos promedio de Jericó | Parámetros climáticos promedio de Jericó | Parámetros climáticos promedio de Jericó | Parámetros climáticos promedio de Jericó | Parámetros climáticos promedio de Jericó | Parámetros climáticos promedio de Jericó | Parámetros climáticos promedio de Jericó | Parámetros climáticos promedio de Jericó |
| Mes                                      | Ene.                                     | Feb.                                     | Mar.                                     | Abr.                                     | May.                                     | Jun.                                     | Jul.                                     | Ago.                                     | Sep.                                     | Oct.                                     | Nov.                                     | Dic.                                     | Anual                                    |
| ---------------------------------------- | ---------------------------------------- | ---------------------------------------- | ---------------------------------------- | ---------------------------------------- | ---------------------------------------- | ---------------------------------------- | ---------------------------------------- | ---------------------------------------- | ---------------------------------------- | ---------------------------------------- | ---------------------------------------- | ---------------------------------------- | ---------------------------------------- |
| Temp. máx. media (°C)                    | 19.0                                     | 20.6                                     | 24.4                                     | 29.5                                     | 34.4                                     | 37.0                                     | 38.6                                     | 37.9                                     | 35.8                                     | 32.7                                     | 28.1                                     | 21.4                                     | 30.0                                     |
| Temp. media (°C)                         | 10.7                                     | 12.6                                     | 16.3                                     | 22.4                                     | 26.6                                     | 30.4                                     | 30.9                                     | 30.4                                     | 28.6                                     | 25.8                                     | 22.8                                     | 16.9                                     | 22.9                                     |
| Temp. mín. media (°C)                    | 4.4                                      | 5.9                                      | 9.6                                      | 13.6                                     | 18.2                                     | 20.2                                     | 21.9                                     | 21.1                                     | 20.5                                     | 17.6                                     | 16.6                                     | 11.6                                     | 15.1                                     |
| Precipitación total (mm)                 | 59                                       | 44                                       | 20                                       | 4                                        | 1                                        | 0                                        | 0                                        | 1                                        | 2                                        | 3                                        | 5                                        | 65                                       | 204                                      |
| Horas de sol                             | 189.1                                    | 186.5                                    | 244.9                                    | 288.0                                    | 362.7                                    | 393.0                                    | 418.5                                    | 396.8                                    | 336.0                                    | 294.5                                    | 249.0                                    | 207.7                                    | 3566.7                                   |
| Humedad relativa (%)                     | 77                                       | 81                                       | 74                                       | 62                                       | 49                                       | 50                                       | 51                                       | 57                                       | 52                                       | 56                                       | 54                                       | 74                                       | 61                                       |
| Fuente: Arab Meteorology Book            |                                          |                                          |                                          |                                          |                                          |                                          |                                          |                                          |                                          |                                          |                                          |                                          |                                          |

## Demografía
En el primer censo llevado a cabo por la Oficina Central de Estadísticas de Palestina (PCBS), en 1997, la población de Jericó era de 14 674 habitantes. El porcentaje de refugiados palestinos era considerablemente alto, alcanzando un 43,6 % de los residentes (6393 personas). En cuanto al sexo de la población, un 51 % eran hombres y un 49 % mujeres. Jericó tenía entonces una población joven, con cerca de la mitad de sus habitantes (49,2 %) por debajo de los 20 años. La franja de edad de entre 20 y 44 años agrupaba al 36,2 % de la población, mientras que un 10,7 % se encontraba entre los 45 y los 64 años, y un 3,6 % estaba por encima de los 64 años. En el censo de 2007, Jericó tenía una población de 18 346 habitantes.
La demografía de Jericó ha variado considerablemente a lo largo de la historia, dependiendo del grupo étnico dominante. En los censos de Palestina de 1922 y 1931, realizados por la administración británica del Mandato, la población de Jericó  (1029 y 1693, respectivamente) era mayoritariamente musulmana, con tan solo 6 judíos en 1922 y 4 en 1931. En un estudio de tierra y población de 1945 realizado por Sami Hadawi, de los 3010 habitantes que tenía Jericó, el 94 % (2840) eran árabes y el 6 % (170) eran judíos. Actualmente, la gran mayoría de la población es musulmana, mientras que la comunidad cristiana supone un 1 % del total. Un gran comunidad de palestinos negros vive a día de hoy en Jericó.

## Economía

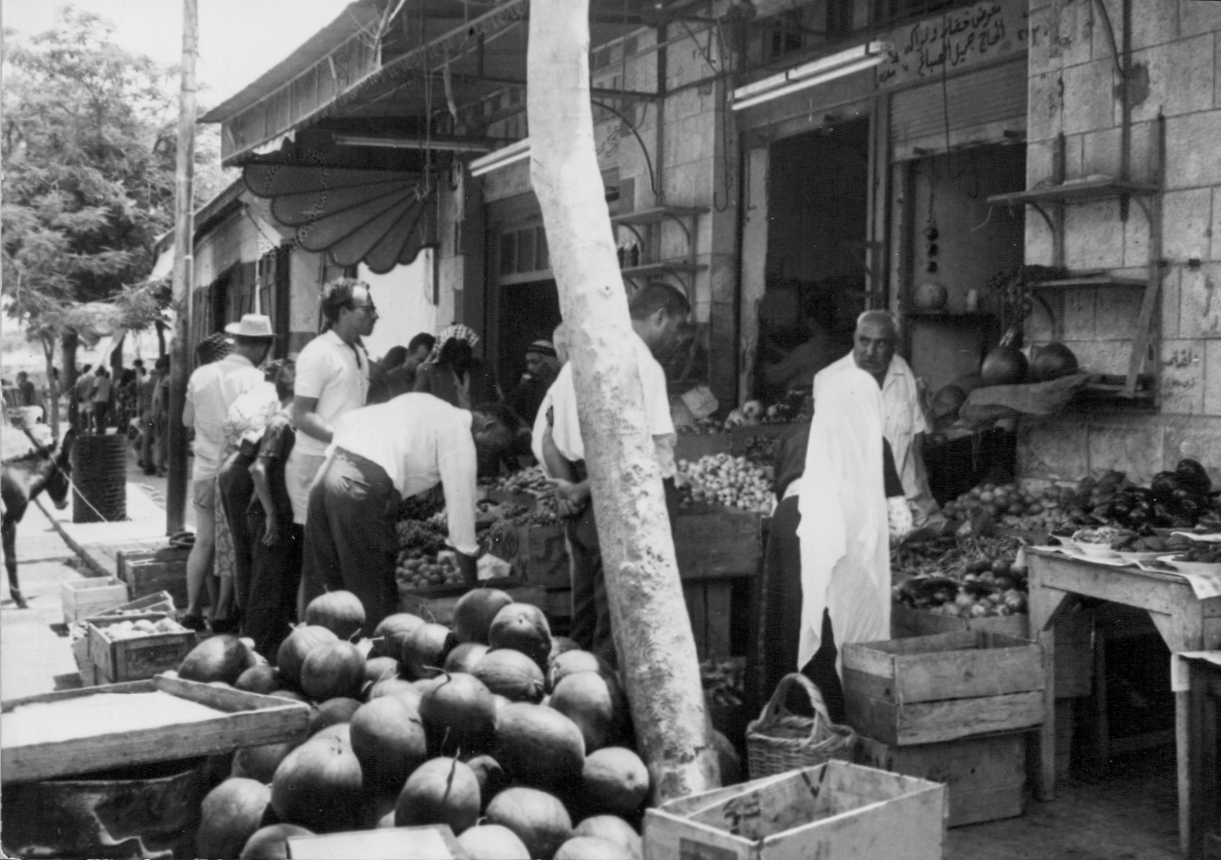
Mercado de Jericó, 1967

En 1994, israelíes y palestinos firmaron un acuerdo económico que permitía a los palestinos de Jericó abrir bancos y recaudar impuestos, así como importar y exportar bienes, a modo de preparación para un futuro autogobierno.

### Turismo
Jericó fue declarada en 2010 el destino más popular entre los turistas palestinos, entre otros motivos por su proximidad al Mar Muerto.
En 1998, con el apoyo de Yasir Arafat, se construyó un hotel-casino de 150 millones de dólares en Jericó. El casino está cerrado a día de hoy, pero el hotel sigue abierto.

#### Turismo bíblico y cristiano

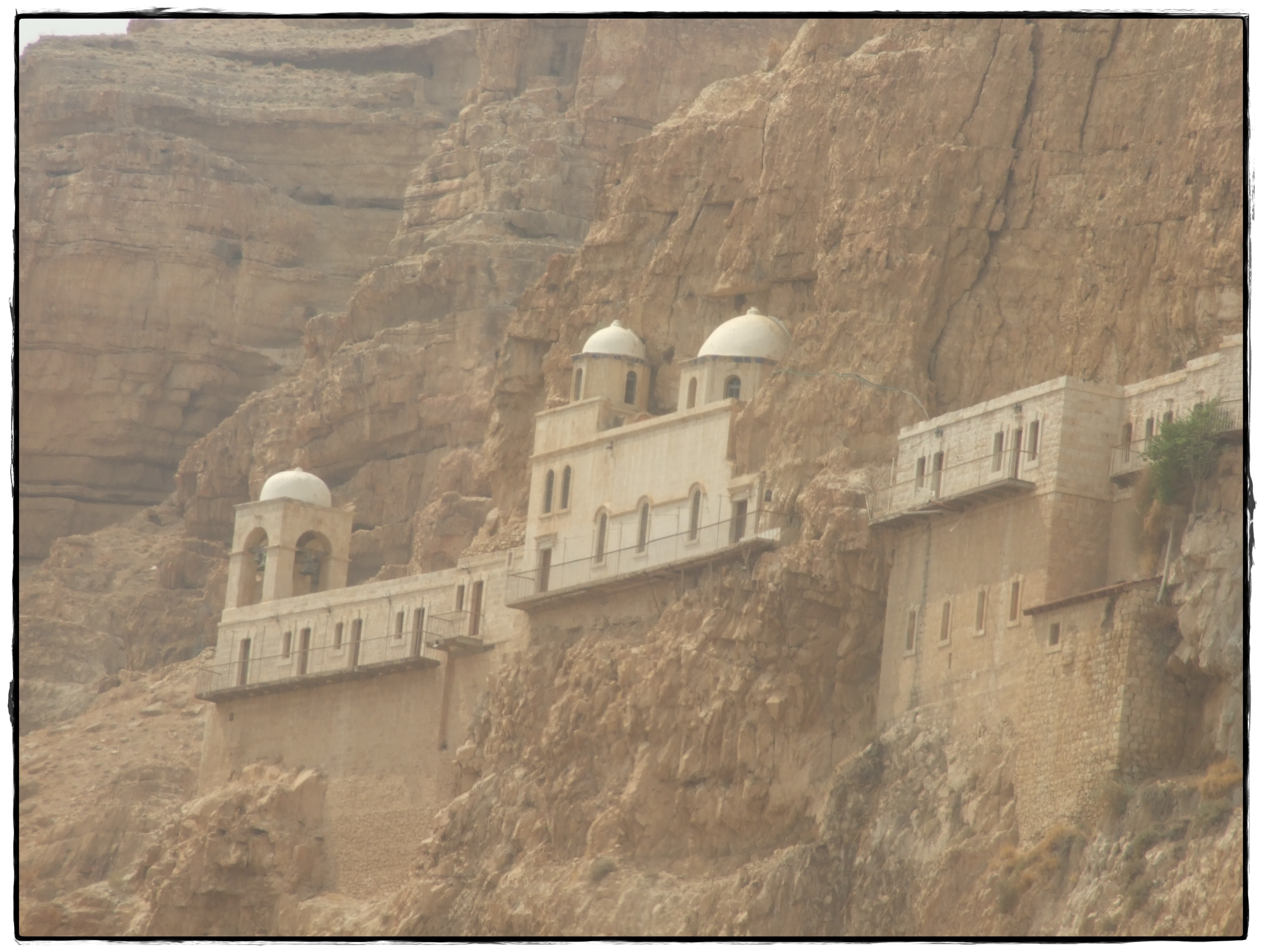
Monasterio del Monte de la Tentación, en Jericó

El turismo cristiano es una de las mayores fuentes de ingresos de Jericó. Hay varios destinos turísticos importantes para los peregrinos cristianos en la propia Jericó o en sus alrededores. 
- Monte de la Tentación, en cuya cima se encuentra un monasterio griego ortodoxo con vistas panorámicas de la región. Hay un teleférico que lleva hasta el monasterio.[68]
- El Manantial de Eliseo, nombre dado por judíos y cristianos al manantial de Ein es-Sultan.
- El Sicómoro de Zaqueo (dos de estos árboles se veneran en distintas ubicaciones por creérselos relacionados con el que se menciona en los evangelios)
- El lugar tradicionalmente aceptado como el del bautismo de Jesús, en la cercana Qasr el-Yahud/Al-Maghtas, en el río Jordán.
- El monasterio de San Gerásimo, conocido como Deir Hajla, en el Valle del Jordán, cerca de Jericó.
- El monasterio de San Jorge de Coziba en Wadi Qelt, sobre Jericó.

#### Turismo arqueológico

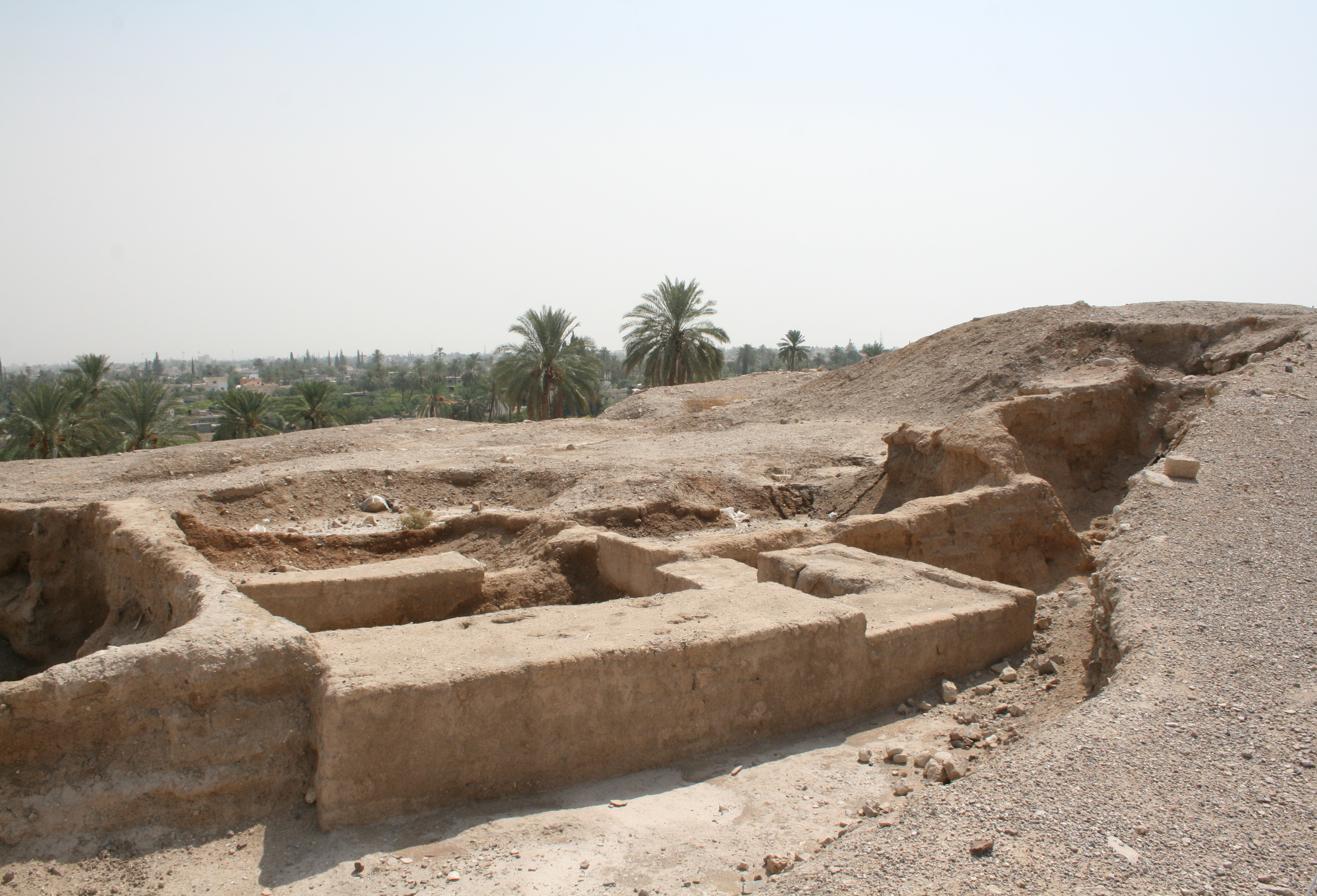
Yacimiento de Tell es-Sultán, en Jericó

Los yacimientos arqueológicos en Jericó o sus alrededores tienen un gran potencial para atraer turistas. Algunos de ellos se tratan con más detalle en las secciones Historia y Arqueología de este mismo artículo:
- Las ciudades de la Edad de Piedra, Bronce y Hierro en Tell es-Sultán.
- Los palacios de invierno asmoneos y herodianos en Tulul Abu el-'Alayiq.
- Las sinagogas de época bizantina en Jericó y Na'aran.
- El palacio omeya en Khirbet al-Mafjar conocido como el Palacio de Hisham.
- Las instalaciones de producción de azúcar de época cruzada en Tawahin es-Sukkar.
- Nabi Musa, el santuario mameluco y otomano dedicado a Moisés ("el profeta Musa" para los musulmanes).

### Agricultura
La agricultura es otra fuente de ingresos para la ciudad de Jericó, con multitud de plantaciones de plátanos alrededor de la ciudad.
El Parque Agroindustrial de Jericó es una iniciativa mixta (en parte pública y en parte privada) que se desarrolla en la zona de Jericó. En un esfuerzo para potenciar la economía de la ciudad, se ofrecen una serie de ayudas económicas a empresas de procesado de alimentos para que se ubiquen en parcelas del parque.

## Educación
En 1925, unos monjes cristianos abrieron una escuela para 100 alumnos que acabaría convirtiéndose en la escuela Terra Santa. La ciudad tiene 22 escuelas públicas y un número indeterminado de escuelas privadas.

## Sanidad
En abril de 2010, la Agencia de los Estados Unidos para el Desarrollo Internacional (USAID en sus siglas inglesas) celebró una ceremonia pionera para la renovación del Hospital Gubernamental de Jericó. La USAID proporcionó 2,5 millones de dólares a la financiación de este proyecto.

## Deportes
El equipo de fútbol de Jericó, llamado Hilal Areeha, juega en la Liga Premier de Cisjordania. Juega los partidos de casa en el estadio Internacional de Jericó, con capacidad para unos 15 000 espectadores.

## Ciudades hermanas
Jericó está hermanada con:
- Campinas, en el Estado de São Paulo, Brasil
- Eger, en Hungría (desde 2013)
- Alessandria, en el Piamonte, Italia (desde 2004)
- Pisa, en la Toscana, Italia (desde 2000)
- Lærdal, en Noruega (desde 1998)
- Iași, en Rumanía
- Kragujevac, en Serbia
- Calipatria, en el Estado de California, en Estados Unidos